# جولي بيشوب
جولي بيشوب (بالإنجليزية: Julie Bishop) (30 أغسطس 1914 - 30 أغسطس 2001). ممثلة سينمائية وتلفزيونية أميركية ظهرت في أكثر من 80 فيلما بين 1923 و1957.

## روابط خارجية
- جولي بيشوب على موقع IMDb (الإنجليزية)
- جولي بيشوب على موقع ألو سيني (الفرنسية)
- جولي بيشوب على موقع أول موفي (الإنجليزية)
- جولي بيشوب على موقع قاعدة بيانات الأفلام السويدية (السويدية)
- جولي بيشوب على موقع إن إن دي بي (الإنجليزية)
- جولي بيشوب على موقع قاعدة بيانات الفيلم (الإنجليزية)
- جولي بيشوب على موقع كينوبويسك (الروسية)